# Дерматоз
Дермато́з (с др.-греч. δέρμα означает «кожа») — это название различных заболеваний кожи. Термином обозначают кожные поражения, которые характеризуются особыми проявлениями и причинами появления. Могут быть как врождёнными, так и приобретёнными.

## Общие сведения
Дерматоз не имеет возрастных ограничений. Есть масса различных видов дерматоза. Наиболее распространённые — дерматит, экзема и псориаз. Нередко люди подвержены такому кожному поражению, как нейродермит, который развивается в случае неврологических отклонений, нарушений в работе эндокринной системы или ослабления иммунитета. Ещё одна форма дерматоза — чесотка. Она чаще всего возникает из-за ослабленного иммунитета. Многие разновидности кожных заболеваний возникают в результате поражения внутренних органов. Каждый из видов дерматоза нуждается в отдельной программе лечения.
При дерматозе поражаются разные участки тела. На развитие заболеваний влияют как внешние (повреждения кожи механического характера, влияние яда растений, укусов насекомых и т. д.), так и внутренние (аллергия, инфекция, внутреннее воспаление, проблемы с обменом веществ) факторы, которые в большей или меньшей степени воздействуют на человеческий организм. Кроме того, дерматоз может возникнуть в результате сильного стресса или любой болезни, что влияет на работу иммунитета.

## Причины возникновения дерматоза
- Неврологические отклонения;
- Нарушения работы эндокринной системы;
- Ослабление иммунитета в результате инфекционных заболеваний, сезонной нехватки витаминов и др.;
- Нарушения работы внутренних органов (хронический гайморит, проблемы с зубами (кариес) и тонзиллит);
- Влияние внешних факторов (порезы, проколы и другие механические повреждения кожи, её перегрев или переохлаждение, укусы насекомых и т. д.);
- Грибковые инфекции, что возникают в результате несоблюдения основных правил личной гигиены;
- Внутренние воспалительные процессы;
- Нарушения обмена веществ;
- Аллергия;
- Генетика(для примера- ихтиоз );
- Пожилой возраст. Многие исследователи демонстрируют, что кожные болезни чаще встречаются у пожилых людей[1].

## Симптомы заболевания
Проявляются на всех стадиях развития заболевания, однако в зависимости от возраста человека симптомы часто отличаются.
1. В младенческом возрасте появляется зуд на лице, руках или ногах (чесоточный дерматоз).
2. В детском возрасте чаще всего возникают аллергические реакции.
3. В подростковом возрасте обычно на лице появляются угри, а также наблюдается себорейный дерматит.
4. В пожилом возрасте появляются бородавки, атрофируются кожные покровы.

Грибковые, вирусные, гнойничковые и паразитарные дерматозы могут проявиться вне зависимости от возраста.
В зависимости от клинического проявления патологии кожи можно разделить на 2 большие группы:
- заболевания, в которых проявления на коже выражены слабо, но наблюдаются общие симптомы (повышение температуры, слабость и др.);
- болезни, которые сопровождаются зудом, жжением, онемением кожи, появлением на коже сыпи, пигментных пятен[2].

## Профилактика
1. Придерживайтесь правил техники безопасности (не допускайте порезов, проколов и других повреждений механического характера на производстве и в быту).
2. Избегайте контакта с известными аллергенами, если ранее у вас уже наблюдался аллергический дерматит и Вы знаете причину его возникновения.
3. Соблюдайте режим питания:

- исключите из своего рациона продукты, которые вызывают аллергию (например, жирное, шоколад, цитрусовые, копчёную и пряную продукцию, продукты с красителями и консервантами);
- используйте в своём рационе растительное масло (обычное подсолнечное, оливковое или другое) — до 30 г в сутки, витамины Ф-99 (содержат специальные кислоты) — по 4 капсулы 2 р. в день или по 1-2 капсулы 2 р. в день.

## Диагностика и лечение
Диагностика дерматоза включает такие действия:
- тщательный осмотр больного на наличие сыпи и других проявлений заболевания кожи врачом-дерматологом;
- изучение сыпи и других проявлений дерматоза под микроскопом для выявления возбудителя;
- взятие биопсии кожи (специальным инструментом берётся кусочек кожной ткани для дальнейшего изучения);
- проведение общих клинических анализов (крови, мочи, биохимии).

Лечение дерматоза делится на 2 группы:
- Общее — назначение антигистаминных препаратов (Алерзин, Супрастин);
- Местное.

Для лечения дерматоза можно применять фототерапию, физиотерапию, диетотерапию, пребывание в санаториях и курортных зонах. Также эффективно воздействуют на кожу медицинские препараты, которые используются для наружного применения: противовоспалительные, противозудные, противогрибковые, регенерирующие и антибактериальные мази, кремы, гели, лосьоны, пластыри, растворы. При правильном использовании они эффективно воздействуют даже на сильное поражение кожи. Также в процессе лечения врачи используют препараты, которые регенерируют поражённые клетки.
В лечении заболеваний кожи фототерапией используют UVA- и UVB-спектры ультрафиолетового излучения. Спектр UVС не применяется, но он используется для «кварцевания», оказывая выраженное бактерицидное действие, приводящее к немедленной денатурации ДНК микроорганизмов — грибов, вирусов и бактерий.